# Laura Giordano (triatleta)
Laura Giordano (6 de enero de 1977) es una deportista italiana que compitió en duatlón. Ganó una medalla de bronce en el Campeonato Mundial de Duatlón de 2004, y una medalla de bronce en el Campeonato Europeo de Duatlón de 2003.

## Palmarés internacional
| Campeonato Mundial | Campeonato Mundial | Campeonato Mundial | Campeonato Mundial |
| Año                | Lugar              | Medalla            | Prueba             |
| ------------------ | ------------------ | ------------------ | ------------------ |
| 2004               | Geel ( Bélgica)    | Medalla de bronce  | Individual         |
| Campeonato Europeo |                    |                    |                    |
| Año                | Lugar              | Medalla            | Prueba             |
| 2003               | Varallo ( Italia)  | Medalla de bronce  | Individual         |